# Saint-Thurien, Eure

Saint-Thurien este o comună în departamentul Eure, Franța. În 1 ianuarie 2018 avea o populație de 238 de locuitori.